# ادی بوردن
اِدگار مِـیسون بوردن (انگلیسی: Edgar Mason Borden؛ ۱ مه ۱۸۸۸ – ۳۰ ژوئن ۱۹۵۵) بازیگر و هنرمند وودویل اهل ایالات متحده آمریکا بود.
از فیلم‌هایی که وی در آن نقش داشته‌است، می‌توان به بتلینگ باتلر، بچه‌ها در شهر اسباب‌بازی، دختر کولی، به‌سوی غرب، نخاله‌ها در دریا، ساده‌لوح در آکسفورد، شیطان و دنیل وبستر و کبوتر اشاره کرد.